# Gilles Binchois
Gilles Binchois (født ca. 1400, død 20. september 1460) var en flamsk komponist. Ved siden af bl.a. Guillaume Dufay er Binchois en af de betydeligste repræsentanter for den flamske skole i den tidlige renæssancestil. Han er mest kendt for sin verdslige musik, bl.a. chansons.